# Дуэ, Нумандьез
Нумандьез Дуэ (фр. Noumandiez Doué; 29 сентября 1970, Кот-д’Ивуар) — ивуарийский футбольный арбитр. Арбитр ФИФА с 2004 года. Один из арбитров чемпионата мира 2014 года. Лучший африканский судья 2011 года.
Статус рефери ФИФА получил 1 января 2004 года. С 2008 года начал обслуживать различные международные поединки на уровне национальных сборных в рамках КАФ. Отсудил 6 поединков в отборочном цикле к чемпионату миру 2010 года. С 2009 году привлекается к судейству игр кубка Конфедерации КАФ и лиги чемпионов КАФ.
В 2010, 2012 и 2013 годах обслуживает матчи Кубка африканских наций. В различное время привлекается к работе на молодёжном чемпионате мира в Колумбии 2011 года, клубный чемпионат мира в Японии 2011 года. Судит матчи отборочного цикла к чемпионату миру 2014 года.
15 января 2014 вместе с двумя помощниками, ивуарийцем Сонгифоло Йео и бурундийцем Жан-Клодом Бирумушаху выбран одним из арбитров чемпионата мира по футболу 2014 года в Бразилии.